# Kapsás
Kapsás är ett berg i Grekland.   Det ligger i regionen Kreta, i den sydöstra delen av landet, 400 km sydost om huvudstaden Aten. Toppen på Kapsás är 986 meter över havet, eller 363 meter över den omgivande terrängen. Bredden vid basen är 3,6 km.
Terrängen runt Kapsás är kuperad norrut, men söderut är den bergig. Havet är nära Kapsás åt nordväst. Runt Kapsás är det ganska glesbefolkat, med 24 invånare per kvadratkilometer. Närmaste större samhälle är Agios Nikolaos, 16,1 km väster om Kapsás. 